# Atik Stadion
Atik Stadion, Stadion De Luiten, is de thuishaven van de Nederlandse voetbalclub RBC uit Roosendaal. In de periode tussen 2000 en 2011 speelde de club betaald voetbal. Na een faillissement werd er een doorstart elders gemaakt, maar in 2013 keerde RBC terug in het stadion. Het stadion is gelegen op industrieterrein De Borchwerf ten noordwesten van station Roosendaal en biedt plaats aan 5.000 toeschouwers, waarvan 400 uitsupporters. Het stadion is het kleinste stadion in Nederland waarbij er aan alle kanten, inclusief de hoeken, zitplaatsen zijn.

## Geschiedenis

### Betaald voetbal
Het stadion werd voor het eerst gebruikt op 5 november 2000 met de wedstrijd RBC tegen Fortuna Sittard. De eerste wedstrijd in het nieuwe stadion werd door de thuisploeg, onder leiding van hoofdtrainer Robert Maaskant, met 3-1 gewonnen. Het eerste doelpunt in het stadion werd gemaakt door Ruud Kool namens de bezoekers. Het eerste RBC-doelpunt werd gemaakt door Regi Blinker.
Voor november 2000 speelde RBC haar thuiswedstrijden in het stadion op Sportpark De Luiten. Deze wordt nog genoemd in het clublied van de Roosendalers. Toen het nieuwe stadion in gebruik werd genomen heette het stadion het Vast & Goed Stadion, naar de sponsor Vast & Goed. In latere jaren volgden nog andere namen, waaronder een vernoeming naar sponsor Rosada in het seizoen 2007/08. In oktober 2021 nam het haar huidige sponsornaam aan.
In het najaar van 2005 kreeg de voetbalclub een boete van de KNVB, omdat de stadionverlichting niet sterk genoeg was. RBC Roosendaal besloot hierop noodverlichting op het dak te plaatsen. Tijdens een storm in 2006 waaiden deze lampen van het dak af, waardoor er schade ontstond aan de tribune.

### Faillissement
Op 8 juni 2011 ging RBC Roosendaal failliet, waardoor de tot medio 2012 lopende overeenkomst voor de sponsornaam van het stadion verviel. In mei 2012 werd de gemeente Roosendaal voor 1,75 miljoen euro eigenaar van het stadion. De gemeente was van plan een groots sportcomplex te maken van het stadion, maar dit plan werd nooit gerealiseerd en op 2 mei 2013 werd bekend dat het stadion was verkocht aan ondernemer Paul Hermsen.

### Terugkeer
RBC had een doorstart gemaakt in het amateurvoetbal en keerde in 2013 terug in het stadion aan de Borchwerf. Dit werd mogelijk gemaakt door stadioneigenaar Paul Hermsen. De eerste officiële wedstrijd vond plaats op 24 augustus 2013 en werd met 7-2 gewonnen.
Om het stadion en de parkeerplaats met de stad te verbinden is een voetgangersbrug gebouwd over het spooremplacement van het station Roosendaal.